# Macaé Esporte Futebol Clube
Macaé Esporte Futebol Clube é uma agremiação esportiva da cidade de Macaé, no estado do Rio de Janeiro, fundada a 17 de julho de 1990.

## História

### 1990-1997: o início
O Macaé foi criado com o nome de Botafogo Futebol Clube, em 17 de julho de 1990. Inicialmente como clube amador, o Botafogo começou a competir no mesmo ano de sua fundação, quando disputou um torneio organizado pela Associação Macaense de Futebol e Escola. Nessa competição, o clube disputou o campeonato em três categorias (dente de leite, mirim e infanto-juvenil). Os primeiros títulos vieram na metade dos anos 1990, quando o clube conquistou o bicampeonato macaense em 1994 e 1995.

### 1998-2007: divisões de acesso no Rio
Em 1998, ocorreu a profissionalização do clube e, logo na sua primeira temporada, conquistou, de forma invicta, o Campeonato Estadual da Série C. Neste mesmo ano, o time dirigido pelo técnico Jeová Mattos Ferreira tinha, como principal jogador, o meia-atacante Fernando Macaé, célebre ex-jogador do Bangu e do Botafogo da capital. Sagrou-se vice-campeão da Copa Rio do Interior e um dos semifinalistas da Copa Rio da Capital, sendo eliminado pelo Fluminense.
Em 1999, o clube mudou o nome fantasia para Macaé Sports e disputou o Campeonato Estadual da Série B do Rio de Janeiro, sagrando-se vice-campeão. O campeão naquela oportunidade foi Serrano, de Petrópolis.  Em 2000, a pedido do então prefeito da cidade Sílvio Lopes, o clube fez a sua segunda mudança estatutária e, definitivamente, passou a se chamar Macaé Esporte Futebol Clube.
Em 2002, o Macaé esteve próximo de chegar à Série A do Campeonato Carioca, porém ficou com o vice-campeonato da Segunda Divisão outra vez, fato que viria a se repetir em 2006. Em 2003, o clube jogou sua primeira competição nacional, ao disputar o Campeonato Brasileiro da Série C.
Em 2005, o clube contratou jogadores conhecidos do futebol brasileiro, como Donizete, Marquinhos e Brener. O Macaé foi o time que mais pontuou no segundo turno da Série B do campeonato estadual. No mesmo ano, a equipe ficou com o vice-campeonato da Copa Rio e Brener foi o artilheiro da competição. Em 2006, além do vice-campeonato da Série B, o clube ficou em segundo lugar também na seletiva para a Série A, conseguindo a vaga. Porém essa seletiva foi anulada pela justiça por conta de diversas irregularidades. No ano de 2007, o Macaé finalmente realizou o sonho de chegar a Série A do Campeonato Carioca ao terminar a Série B na terceira colocação.

### 2009-2014: elite carioca e ascensão nacional
Em 2008, a equipe do Macaé surgia como a grande emergente do futebol do Rio de Janeiro. Comandada pelo ex-jogador Tita, contou com jogadores experientes como Zada e Geraldo, além de outros emprestados pelo Flamengo, como Bruno Mezenga e o goleiro Cássio, ex-Vasco. O esforço resultou na conquista da oitava posição, mas, apesar disso, o clube sofreu a maior goleada do campeonato, para o Botafogo, por 7 a 0. Como a Cabofriense, sétima colocada no estadual, já tinha obtido vaga pelo vice-campeonato da Copa Rio de 2007, o Macaé obteve o direito de disputar a Série C do Campeonato Brasileiro em 2008. No entanto, a participação do clube foi desastrosa e o Macaé foi eliminado na primeira fase.

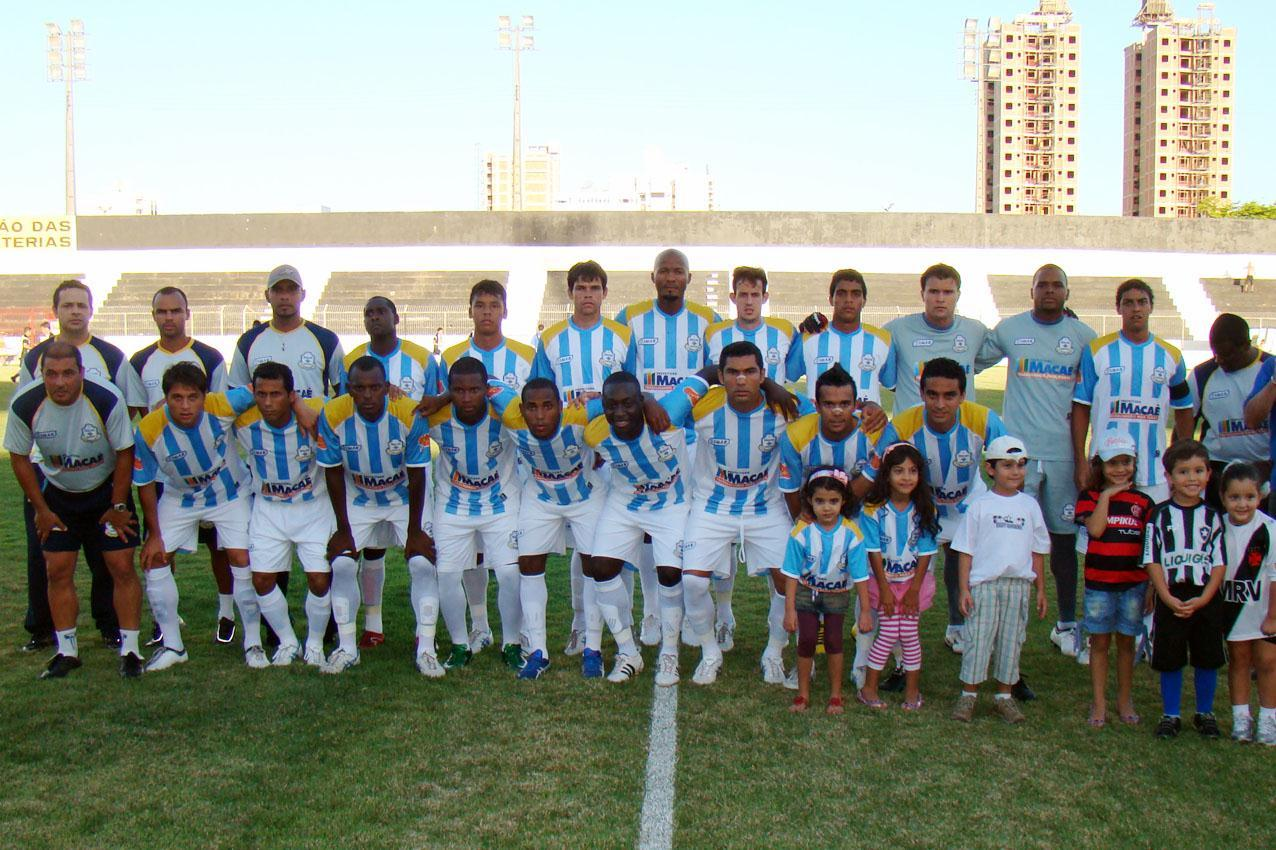
Equipe do Macaé Esporte que conseguiu o acesso à Série C do Campeonato Brasileiro em 2009.

No ano seguinte, o Macaé foi comandado por Dário Lourenço. Como seu estádio estava em obras, mandou suas partidas na Arena Guanabara, em Araruama no Campeonato Carioca. Atrás apenas dos quatro times considerados grandes, a equipe garantiu uma vaga na Série D do mesmo ano, a primeira edição da história. Na competição nacional, a equipe macaense surpreendeu a todos e conquistou o vice-campeonato e o acesso à Série C de 2010.
Em 2010, fez péssima campanha no Campeonato Estadual, terminando na 11ª colocação na classificação geral. Na disputa da Série C do Campeonato Brasileiro, foi eliminado nas quartas de final, depois de uma virada histórica para cima do Criciúma por 3 a 2, depois de estar perdendo por 2 a 0 no jogo de ida, em Macaé. No jogo de volta, porém, o time foi derrotado por 2 a 0 em Santa Catarina e foi eliminado a um empate de chegar a uma inédita Série B do Campeonato Brasileiro.
Em 2011, conseguiu um ato histórico. O Alvianil Praiano venceu o Vasco por 3 a 1, no Moacyrzão. Foi a primeira vitória do Macaé Esporte em cima de um time considerado grande. A equipe foi muito mal na Série C, se livrando do rebaixamento somente no último jogo, contra o Marília, em um duelo histórico no Bento de Abreu, em Marília: vitória por 6 a 4. No ano seguinte, mantido o técnico Toninho Andrade e com melhor planejamento, o Macaé conquistou melhores resultados: no Campeonato Carioca, ficou em sétimo, tendo vencido, pela primeira vez na história, o Fluminense. Na Série C, novamente foi eliminado nas quartas de final, desta vez pelo Paysandu, após terminar a primeira fase como líder do Grupo B.
Em 2013, a equipe foi novamente líder de seu grupo na primeira fase da Série C, mas foi eliminada pelo Sampaio Corrêa nas quartas de final e adiou pela terceira vez o sonho de chegar à Série B do Campeonato Brasileiro.
No ano de 2014, ao contrário dos dois últimos anos, o Macaé fez uma campanha conturbada na Série C do Brasileiro e só conseguiu a classificação para a fase final na última rodada, como quarto colocado do Grupo B. Nas quartas de final, sagrou-se vencedor após dois confrontos contra o Fortaleza e, depois de bater na trave três vezes, conquistou o inédito acesso à Série B nacional. O time do técnico Josué Teixeira entrou para o quadro de honras do Macaé ao sair com a classificação diante de mais de 62 mil torcedores do Fortaleza, em pleno Castelão. Após passar pelo CRB na semifinal, o alvianil praiano chegou a final contra o Paysandu. No jogo de ida, empatou no Moacyrzão por 1 a 1. No jogo de volta, diante de quase 38 mil torcedores no Mangueirão, o clube conquistou seu primeiro título nacional após empate em 3 a 3.

### 2015-presente: rebaixamento e período de crise
Em 2015, logo na primeira participação na Série B do Campeonato Brasileiro, fez campanha entre altos e baixos e acabou rebaixado à Série C na última rodada após perder para o Ceará por 1 a 0.
Em 2016, em busca da reestruturação, o Macaé começou o ano conquistando o título amistoso da Copa Eureka, competição disputada no Estádio Soares de Azevedo, em Muriaé, após derrotar o Volta Redonda na final. Porém, nos torneios oficiais, o time decepcionou: ficou em 10.º lugar no Campeonato Carioca e brigou contra o rebaixamento na Série C, escapando apenas na última rodada.
Em 2017, o Macaé iniciou a temporada com nomes rodados e conhecidos no grupo. Com o René Simões no comando e jogadores conhecidos no cenário nacional, o alvianil novamente decepcionou no Estadual. Na Taça Guanabara, no grupo B, a equipe fez uma péssima campanha com 5 derrotas em 5 jogos, não somando nenhum ponto no primeiro turno. Já na Taça Rio, no segundo turno, o desempenho da equipe pouco melhorou: Em 6 jogos obteve 2 empates e 4 derrotas. O Macaé terminou a competição estadual com 0 vitórias, 2 empates e 9 derrotas em 11 jogos disputados, somando apenas 2 pontos na soma dos dois turnos, fazendo assim uma das piores campanhas de sua história. Entretanto, como a FERJ havia mudado o regulamento do estadual naquele ano, o Macaé não foi ''rebaixado'' e disputou a fase preliminar do Carioca Série A de 2018. Na série C do Brasileirão, o Macaé fez uma campanha irregular, tendo feito 19 pontos, com 5 vitórias, 4 empates e 9 derrotas e, após empatar por 0-0 diante o Tombense, acabou sofrendo um novo descenso, dessa vez para a Série D do Brasileirão.
Em 2018, jogou a Série D do Campeonato Brasileiro, pertencendo ao Grupo A12. Com uma campanha ruim, não conseguiu avançar à Segunda Fase. Foi neste momento em que o alvianil ficou sem divisão nacional para 2019, ficando apenas garantida a participação no Campeonato Carioca de Futebol.
Em 2021, Macaé amargou mais um rebaixamento nos últimos anos, dessa vez para o Campeonato Carioca Série A2, após ter feito uma campanha muito abaixo do esperado no Campeonato Carioca Série A, na qual fez apenas 1 ponto em 12 jogos disputados.
Em 2023 o Macaé amargou um duro rebaixamento ao Campeonato Carioca da Série B1 após ser derrotado pelo Artsul por 4 a 1.
Em 2024 o clube pediu o licenciamento das atividades. 

## Fatos históricos
Antes do surgimento do Macaé Esporte Futebol Clube, outras quatro agremiações da cidade tentaram alcançar a Série A do futebol do Rio de Janeiro: O União Nacional Futebol Clube, entre 1988 e 1992, o União Macaé Futebol Clube, entre 1992 e 1995, além da Associação Esportiva Macaé Barra Clube, em 1996. Todas, na verdade, foram a mesma associação, que acabou mudando de nome ao longo dos anos. A cidade ainda abriga o Serra Macaense Futebol Clube, antigo Independente Esportes Clube Macaé, que disputa as divisões inferiores do futebol do Rio de Janeiro.
O primeiro gol da história da Série D foi do Macaé, marcado pelo camaronês Steve. Foi de Steve também o primeiro gol do Macaé na primeira divisão do Campeonato Carioca e o primeiro gol do Macaé no Maracanã, diante do Fluminense.

## Sedes e estádios

### Moacyrzão
O Estádio Cláudio Moacyr de Azevedo é o local onde o Macaé manda suas partidas de futebol.

## Títulos
| NACIONAIS  | NACIONAIS                       | NACIONAIS | NACIONAIS   |
|            | Competição                      | Títulos   | Temporadas  |
| ---------- | ------------------------------- | --------- | ----------- |
|            | Campeonato Brasileiro - Série C | 1         | 2014        |
| ESTADUAIS  |                                 |           |             |
|            | Competição                      | Títulos   | Temporadas  |
|            | Campeonato Carioca - Série B1   | 1         | 1998        |
| MUNICIPAIS |                                 |           |             |
|            | Competição                      | Títulos   | Temporadas  |
|            | Campeonato Macaense             | 2         | 1994 e 1995 |
|            | Torneio Maurício Bittencourt    | 1         | 2005        |

Notas
 Campeão Invicto

### Outras conquistas
- Copa Eureka: 2016

### Campanhas de destaque
| Macaé Esporte Futebol Clube     | Macaé Esporte Futebol Clube | Macaé Esporte Futebol Clube | Macaé Esporte Futebol Clube | Macaé Esporte Futebol Clube |
| Torneio                         | Campeão                     | Vice-campeão                | Terceiro colocado           | Quarto colocado             |
| ------------------------------- | --------------------------- | --------------------------- | --------------------------- | --------------------------- |
| Campeonato Brasileiro – Série C | 1 (2014)                    | 0 (não possui)              | 0 (não possui)              | 0 (não possui)              |
| Campeonato Brasileiro – Série D | 0 (não possui)              | 1 (2009)                    | 0 (não possui)              | 0 (não possui)              |
| Copa Rio                        | 0 (não possui)              | 1 (2005)                    | 1 (2011)                    | 1 (1998)                    |
| Campeonato Carioca – Série A2   | 0 (não possui)              | 3 (1999, 2002, 2006)        | 1 (2007)                    | 0 (não possui)              |
| Campeonato Carioca – Série B1   | 1 (1998)                    | 0 (não possui)              | 0 (não possui)              | 0 (não possui)              |

## Estatísticas

### Participações
|  | Participações em 2023 |

| Competição          | Temporadas | Melhor campanha        | Estreia | Última | P | R |
| ------------------- | ---------- | ---------------------- | ------- | ------ | - | - |
| Campeonato Carioca  | 14         | 5º colocado (2009)     | 2008    | 2021   |   | 1 |
| Série A2 do Carioca | 10         | Vice-campeão (3 vezes) | 1999    | 2023   | 1 | 1 |
| Série B1 do Carioca | 2          | Campeão (1998)         | 1998    | 2023   | 1 | – |
| Série B             | 1          | 17º colocado (2015)    | 2015    | 2015   | – | 1 |
| Série C             | 9          | Campeão (2014)         | 2003    | 2017   | 1 | 1 |
| Série D             | 2          | Vice-campeão (2009)    | 2009    | 2018   | 1 |   |

## Partidas históricas
|  | Data                   | Competição                | Estádio                |       | Placar | Adversário    | Público | Notas       |
|  | ---------------------- | ------------------------- | ---------------------- | ----- | ------ | ------------- | ------- | ----------- |
|  | 17 de setembro de 2003 | Brasileiro - Série C      | Godofredo Cruz         | Macaé | 2 – 0  | Rio Branco-RJ |         | [ nota 1 ]  |
|  | 18 de novembro de 2007 | Carioca - Segunda Divisão | José de Souza Carvalho | Macaé | 1 – 1  | Floresta-RJ   |         | [ nota 2 ]  |
|  | 27 de setembro de 2009 | Brasileiro - Série D      | Godofredo Cruz         | Macaé | 2 – 1  | Tupi          | 400     | [ nota 3 ]  |
|  | 17 de março de 2011    | Carioca                   | Moacyrzão              | Macaé | 3 – 1  | Vasco da Gama | 5 315   | [ nota 4 ]  |
|  | 18 de setembro de 2011 | Brasileiro - Série C      | Bento de Abreu         | Macaé | 6 – 4  | Marília       | 8 940   | [ nota 5 ]  |
|  | 17 de março de 2012    | Carioca                   | Moça Bonita            | Macaé | 3 – 1  | Fluminense    | 2 252   | [ nota 6 ]  |
|  | 1 de março de 2014     | Carioca                   | Moça Bonita            | Macaé | 2 – 0  | Botafogo      | 792     | [ nota 7 ]  |
|  | 25 de outubro de 2014  | Brasileiro - Série C      | Arena Castelão         | Macaé | 1 – 1  | Fortaleza     | 62 525  | [ nota 8 ]  |
|  | 2 de novembro de 2014  | Brasileiro - Série C      | Moacyrzão              | Macaé | 4 – 0  | CRB           | 2 209   | [ nota 9 ]  |
|  | 22 de novembro de 2014 | Brasileiro - Série C      | Mangueirão             | Macaé | 3 – 3  | Paysandu      | 37 960  | [ nota 10 ] |
|  | 9 de maio de 2015      | Brasileiro - Série B      | Moacyrzão              | Macaé | 2 – 0  | Santa Cruz    | 2 230   | [ nota 11 ] |
|  | 27 de junho de 2015    | Brasileiro - Série B      | Moacyrzão              | Macaé | 4 – 2  | Botafogo      | 4 828   | [ nota 12 ] |
|  | 28 de novembro de 2015 | Brasileiro - Série B      | Arena Castelão         | Macaé | 0 – 1  | Ceará         | 45 539  | [ nota 13 ] |
|  | 18 de setembro de 2016 | Brasileiro - Série C      | Moacyrzão              | Macaé | 1 – 1  | Botafogo-SP   | 287     | [ nota 14 ] |
|  | 10 de março de 2018    | Carioca                   | Moacyrzão              | Macaé | 1 – 0  | Flamengo      | 6 682   | [ nota 15 ] |
|  | 17 de abril de 2021    | Carioca                   | Conselheiro Galvão     | Macaé | 2 – 4  | Madureira     | 0       | [ nota 16 ] |
|  | 2 de agosto de 2023    | Carioca - Série A2        | Moacyrzão              | Macaé | 1 – 4  | Artsul        | 176     | [ nota 17 ] |

## Últimos treinadores
| Treinador           | Período   |
| ------------------- | --------- |
| Josué Teixeira      | 2014      |
| Júnior Lopes        | 2014      |
| Josué Teixeira      | 2014–2015 |
| Marcelo Cabo        | 2015      |
| Josué Teixeira      | 2015      |
| Toninho Andrade     | 2015–2016 |
| Tita                | 2016      |
| Mário Marques       | 2016      |
| Carlinho Ganjão     | 2016      |
| Tita                | 2016      |
| Josué Teixeira      | 2016      |
| René Simões         | 2017      |
| Toninho Andrade     | 2017      |
| Antônio Carlos Roy  | 2017      |
| Luciano Leandro     | 2017      |
| Josué Teixeira      | 2017–2018 |
| Felipe Conceição    | 2018      |
| Carlinho Ganjão     | 2018      |
| Luís Antônio Zaluar | 2019      |
| Mário Junior        | 2020      |
| Charles de Almeida  | 2020      |
| Eduardo Allax       | 2021      |
| Charles de Almeida  | 2021      |
| Dario Lourenço      | 2021      |
| Luciano Lamoglia    | 2021–2024 |

## Fonte
- VIANA, Eduardo. Implantação do futebol Profissional no Estado do Rio de Janeiro. Rio de Janeiro: Editora Cátedra, s/d.